# Anika Krebs
Anika Krebs (Hamburgo, 10 de julio de 1993) es una jugadora de voleibol y voleibol de playa alemana.

## Carrera

### Carrera en voleibol de salón
En su juventud, Krebs jugó al fútbol en el Hamburgo S.V.. En 2005 comenzó su carrera de voleibol en VfL Geesthacht. Desde allí, primero fue a CVJM Hamburg y luego se mudó a VT Aurubis Hamburg dentro de la ciudad. Allí se empleó al atacante exterior con el segundo equipo de la segunda división. En 2010, la internacional junior se incorporó al equipo juvenil VC Olympia Berlin, con el que jugó en la Bundesliga hasta 2013.

### Carrera en voleibol de playa

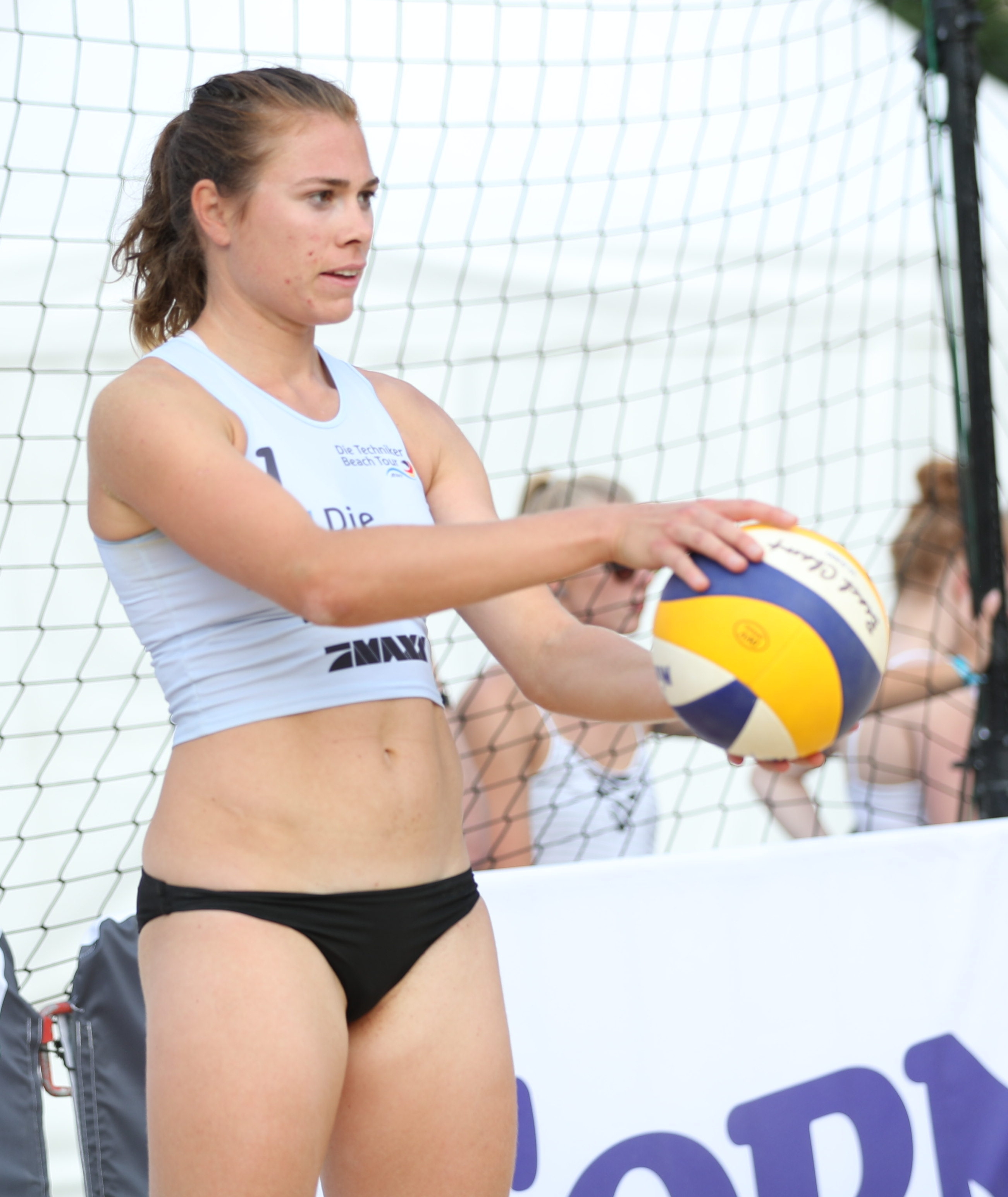
Krebs en el Techniker Beach Tour de 2018.

Como jugadora de voleibol de playa, Krebs ganó el campeonato estatal sub-17 de Hamburgo en 2009 con Kerrin Brüggemann. En el mismo año participó con Jelena Wlk en el Campeonato de Europa Sub-18 en Espinho y terminó novena. En 2010 obtuvo el tercer lugar en Oporto en la misma competencia con Anna Behlen. Un año después, el dúo terminó quinto en el Campeonato Mundial Sub-19 en Umag y noveno en el Campeonato Europeo Sub-20 en Tel Aviv. Con Wlk, Krebs ganó el campeonato alemán Sub-19 en 2011; también llegó a la final de la competencia Sub-20. En el Campeonato de Europa Sub-20 de 2012 en Hartberg (Austria), terminó segunda con Wlk. Luego, junto con Sandra Seyfferth, jugó en Halifax (CAN) en el Campeonato Mundial Sub-21 y terminó quinta. Krebs/Wlk fueron subcampeonas mundiales Sub-21 en Umag, Croacia y participó en el Campeonato Alemán en Timmendorfer Strand por primera vez. En 2014 Krebs jugó con Jenny Heinemann y en 2015 con Melanie Gernert, con quien ganó por primera vez un torneo en el Smart Beach Tour nacional en Jena. Gernert/Krebs terminó noveno en el campeonato alemán. En 2016, Krebs volvió a tocar con Anna Behlen. Behlen/Krebs ganó la Smart Super Cup en Kühlungsborn y terminó séptimo en el Campeonato Alemán. En 2017, Krebs jugó junto a Lena Ottens. Con Anne Krohn, Krebs alcanzó el quinto lugar en el Campeonato Alemán en 2018. En 2019, Leonie Welsch fue su pareja.